# I'll Be There (chanson de AAA)
Pour les articles homonymes, voir I'll Be There (homonymie).
Singles de AAA
Sayonara no Mae ni
(2014) Lil' Infinity
(2015)
I'll Be There est le 42e single du groupe AAA sorti sous le label Avex Trax le 28 janvier 2015 au Japon. À l'occasion de leur dixième anniversaire, un single est sorti chaque mois, celui-ci est le premier d'une série de sept. Il arrive 4e à l'Oricon. Il se vend à 46 571 exemplaires la première semaine et reste classé 18 semaines pour un total de 58 607 exemplaires vendus en tout durant cette période. I'll be there se trouve sur l'album AAA 10th Anniversary Best.

## Liste des titres
| 1. | I'll be there                |  |
| 2. | I'll be there (Instrumental) |  |